# كولن بيري (مقدم برامج إذاعية)
كولن بيري (بالإنجليزية: Colin Berry)‏ هو مقدم برامج إذاعية بريطاني، ولد في 29 يناير 1946 في ولوين جاردن سيتي في المملكة المتحدة.

## وصلات خارجية
- كولن بيري على موقع IMDb (الإنجليزية)
- كولن بيري على موقع قاعدة بيانات الفيلم (الإنجليزية)